# 陳獻策 (天啓進士)
陳獻策（？—17世紀），字明俞，號雲韓，應天府溧陽縣人，明朝、南明政治人物。

## 生平
陳獻策是天啟二年（1622年）壬戌科進士，獲授行人，負責冊封萬安王朱采𨮫，任內拒絕收受餽贈，因忤逆魏忠賢歸鄉。崇祯元年（1628年）他起用為兵科給事中，呈上《擊奸當伸大法》及《當務之急》兩份奏疏；歷任刑科、工科給事中，因為疏論雲南、貴州軍功，以及陵墓、黃河工事逆旨。其後陞任都給事中，管理節慎庫。明熹宗時，大型工商使用差劣材料建築，多次拖欠；並藉清汰名義再次陰謀冒領料錢，陳獻策收到移文後四次商榷，堅持不發料錢，為朝廷省下金錢十數萬。他又監查盔甲廠，查出數萬件刀和數千匹布不在庫內。後來他負責東宮侍講，延啟請求赦免罪犯，很快北黨抬頭，他辭官歸鄉。
弘光帝繼位，陳獻策再獲起用為都給事中，南京淪陷後，不再出仕。清朝順治間，族弟陳名夏居高官，招之不應。